# Sebeos
Sebeos fue un obispo e historiador armenio del siglo VII.

## Biografía
Se conoce muy poco sobre la vida de Sebeos. Se ignoran datos sobre su nacimiento y muerte, pero los historiadores coinciden en que vivió en el siglo VII. Frecuentó la corte del emperador Cosroes II de Persia y participó en el Cuarto Concilio de Dvin del año 645 como "obispo de los Bagrátidas" según se desprende de la firma de los textos de las resoluciones del Concilio.

## Obra
Según la tradición armenia, Sebeos es el autor de una importante obra histórica , conocida con el nombre de Historia de Heraclio, dividida en dos partes. la primera se ocupa del período que se extiende desde el combate mítico entre Hayk y Bel, en la revuelta comandada por Vardan Mamikonian contra los persas en el año 570; la segunda prosigue hasta el 661 y describe especialmente las acciones llevadas a cabo en Armenia por el emperador bizantino Heraclio y el principio de las incursiones árabes,  Sebeos aporta numerosas informaciones sobre los "grandes reyes" desde el reinado de Peroz I (muerto en 484) al de Yazdgerd III (muerto en 651). La crónica termina con la guerra civil árabe y el ascenso político de Muawiya ibn Abi Sufyan.
La primera edición de esta obra se publicó en Constantinopla, en 1851, se basa en un manuscrito descubierto en Echmiadzin en 1842, sin título ni divisiones. El título Historia de Heraclio, así como su atribución a Sebeos se realizaron en su descubrimiento, al identificar este manuscrito con la Historia de Sebeos, evocada por diversas fuentes medievales. Este manuscrito está perdido en la actualidad, lo que hace difícil atribuirle la paternidad de la obra con certeza. Así el autor es a menudo llamado « Pseudo- Sebeos » o incluso « Pseudo- Agatàngelos » La primera parte del manuscrito contiene también la historia primitiva del enigmático sirirí llamado Mar Abas Catina, al que se refiere también Moisés de Corene en su historia de Armenia, que se desvía en algunas partes de la versión del « Pseudo- Sebeos»)